# 洛克马里亚格朗尚
洛克马里亚格朗尚（法語：Locmaria-Grand-Champ，法語發音：[lɔkmaʁja gʁɑ̃ ʃɑ̃]）是法国莫尔比昂省的一个市镇，位于该省中南部，属于瓦讷区。

## 地理
洛克马里亚格朗尚（47°45'27"N, 2°47'15"W）面积14.06 平方千米，位于法国布列塔尼大區莫尔比昂省，该省份为法国西北部沿海省份，位于布列塔尼半岛南部，北起阿摩尔滨海省、西接菲尼斯泰尔省，南濒大西洋，东南接大西洋卢瓦尔省，东临伊勒-维莱讷省。
与洛克马里亚格朗尚接壤的市镇（或旧市镇、城区）包括：科尔波、洛凯尔塔斯、默孔、格朗尚。

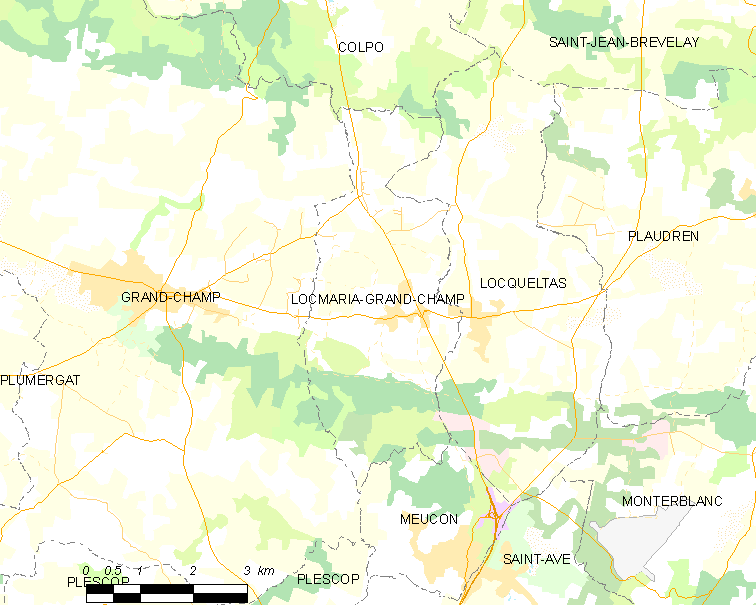
洛克马里亚格朗尚的OSM定位图

洛克马里亚格朗尚的时区为UTC+01:00、UTC+02:00（夏令时）。

## 行政
洛克马里亚格朗尚的邮政编码为56390，INSEE市镇编码为56115。

## 政治
洛克马里亚格朗尚所属的省级选区为格朗尚县。

## 人口

1962-2008年间洛克马里亚格朗尚人口变化图示

洛克马里亚格朗尚于2022年1月1日时的人口数量为1825人。